# Gaetano Giorgini
Gaetano Giorgini (Montignoso, 15 giugno 1795 – Firenze, 16 settembre 1874) è stato un matematico, ingegnere e politico italiano.

## Biografia
Figlio di Niccolao e Giovanna Fortini di Seravezza, Gaetano nacque nel 1795 a Montignoso, castello della Repubblica di Lucca. Dopo il 1805 Elisa Bonaparte Baciocchi, Principessa di Lucca e Piombino lo volle portare a Parigi dove studiò all'École polytechnique e fu compagno di Michel Chasles diventando ingegnere idraulico. Quando ventunenne tornò in Italia fu nominato direttore dell'Ufficio delle acque e delle strade del Ducato di Lucca. Contemporaneamente Giorgini ottenne una cattedra nella Facoltà Fisico Matematica del Regio Liceo Universitario (vedi Università di Lucca). Nello svolgimento di queste funzioni Giorgini entrò in conflitto con il potente Lorenzo Nottolini, architetto di Casa e Corte dei Borbone. Il forte scontro con l'architetto convinse Giorgini a lasciare Lucca e ad assumere vari incarichi nel Granducato di Toscana. Tra di essi vi fu quello di Provveditore Generale dell'Università di Pisa. Fu socio dell'Accademia dei Georgofili e Senatore del Regno d'Italia, partecipò alla grande riforma universitaria pisana del 1840 che mirava ad aprire l'Ateneo alle istanze provenienti dalla società e dal mondo economico chiamando a Pisa docenti di primo piano. Negli ultimi anni della sua vita fu Consigliere comunale a Montignoso. 
Dal matrimonio con Carolina Diana Paleologo di Massa nacquero Giorgio nel 1816, Giambattista nel 1818, Carlo nel 1820 e Giovanna nel 1822. I tre figli maschi di Gaetano combatterono nella prima guerra d'indipendenza italiana.

## Carriera universitaria
- Professore presso la facoltà Fisico Matematica dell'Università di Lucca.
- Professore di Matematica applicata all'Accademia delle belle arti di Firenze dal 1825
- Professore emerito dell'Università di Pisa
- Provveditore generale dell'Università di Pisa dal 27 giugno 1838 al 3 ottobre 1841

## Cariche amministrative e titoli
- Direttore generale delle acque e delle strade (Ducato di Lucca) dal 1818 al 1824
- Soprintendente agli Studi (Granducato di Toscana) dal 1840
- Ambasciatore (Granducato di Toscana) a Modena e Parma nel 1847
- Consigliere di Stato (Granducato di Toscana)
- Membro onorario del Consiglio d'arte della Direzione generale dei lavori d'acque e strade e delle fabbriche civili dello Stato (Granducato di Toscana)
- Membro del Consiglio degli ingegneri (Granducato di Toscana)
- Membro della Direzione idraulica del bonificamento delle Maremme dal 18 maggio 1859
- Socio dell'Accademia lucchese di scienze, lettere ed arti dal 1817
- Socio ordinario dell'Accademia dei Georgofili di Firenze dal 19 febbraio 1826
- Socio emerito dell'Accademia dei Georgofili di Firenze
- Membro della Società, indi Accademia, italiana delle scienze di Modena, detta dei XL dal 1832
- Socio onorario dell'Ateneo di Brescia dal 21 febbraio 1836
- Socio corrispondente dell'Istituto lombardo di scienze e lettere di Milano

## Opere
- Relazione sullo stato del Bonificamento delle Maremme Toscane,1863, su books.google.com.
- Gaetano Giorgini, Ragionamento sopra il regolamento idraulico della pianura lucchese e toscana interposta fra l'Arno ed il Serchio, Pisa, Stamperia Pieraccini, 1839.